# Заколюкин, Яков Иванович
Яков Иванович Заколюкин (1913 год, Ревда, Пермская губерния, Российская империя — 1995 год, Ревда, Свердловская область, СССР) — Герой Социалистического Труда, старший вальцовщик прокатного цеха Ревдинского метизно-металлургического завода Свердловской области.

## Биография
Родился в 1913 году в Ревде в семье рабочего.
Свою трудовую деятельность начал в 1925 году. С 1930 года работал на Ревдинском метизно-металлургическом заводе.
В июле 1941 года ушел на фронт, был ранен. В 1943—1944 годах был наводчиком миномётного расчёта 1-го стрелкового батальона 13-го гвардейского стрелкового полка 3-й гвардейской стрелковой дивизии. В 1945 году был уже командиром расчёта 82-миллиметровых миномётов 2-й миномётной роты 1067-го стрелкового полка 311-й стрелковой дивизии в звании младший сержант.
В сентябре 1945 года был демобилизован, вернулся вальцовщиком в прокатный цех метизно-металлургического завода, проявил себя рационализатором.
Скончался в 1995 году и был похоронен в Ревде.

## Память
2 сентября 2015 года была открыта мемориальная доска с именем Я.И. Заколюкина на доме №15 по улице Ковельская в городе Ревда.

## Награды
За свои достижения был награждён:
- 22.01.1943 — медаль «За боевые заслуги»;
- 29.04.1944 — медаль «За отвагу»;
- 16.05.1945 — орден Красной Звезды;
- орден Трудового Красного Знамени;
- медаль «За оборону Сталинграда»;
- 19.07.1958 — звание Герой Социалистического Труда с золотой медалью Серп и Молот и орден Ленина «за выдающиеся успехи, достигнутые в деле развития чёрной металлургии»;
- 11.03.1985 — орден Отечественной войны II степени.